# Доброолександрівка
Доброолекса́ндрівка (в минулому — Александерхільф, Олексіївка) — село Дальницької сільської громади в Одеському районі Одеської області в Україні. Населення становить 1886 осіб.

## Історія
Станом на 1886 у німецькій колонії Александерхільф Грос-Лібентальської волості Одеського повіту Херсонської губернії мешкало 1567 осіб, налічувалось 98 дворових господарств, існували кірха та школа.
7 (20) листопада 1917 року, відповідно до Третього Універсалу Української Центральної Ради, увійшло до складу Української Народної Республіки. 
15 липня 2005 року прийнято рішення Дальницької сільської ради вулицю Романа Шухевича перейменували на Оксамитову. Перейменування визнали скандальним, суперечливим  і неприйнятним. 

## Політика

### Парламентські вибори, 2019
На позачергових парламентських виборах 2019 року у селі функціонувала окрема виборча дільниця № 510690, розташована у приміщенні будинку культури.
Результати
- зареєстровано 1455 виборців, явка 45,77%, найбільше голосів віддано за «Слугу народу» — 61,83%, за «Опозиційну платформу — За життя» — 17,71%, за «Європейську Солідарність» — 3,82%.[8] В одномандатному окрузі найбільше голосів отримав Сергій Колебошин (Слуга народу) — 41,89%, за Василя Гуляєва (самовисування) — 34,00%, за Сергія Червачова (самовисування) — 7,11%[9].

## Населення
Згідно з переписом УРСР 1989 року чисельність наявного населення села становила 1499 осіб, з яких 708 чоловіків та 791 жінка.
За переписом населення України 2001 року в селі мешкали 1882 особи.

### Мова
Розподіл населення за рідною мовою за даними перепису 2001 року:
| Мова       | Відсоток |
| ---------- | -------- |
| українська | 75,72 %  |
| російська  | 19,78 %  |
| румунська  | 1,64 %   |
| болгарська | 0,85 %   |
| гагаузька  | 0,42 %   |
| білоруська | 0,27 %   |
| інші       | 1,32 %   |

## Постаті
- Карл Штамп[de] (1896—1982) — німецький етнограф.
- Едуард Мак[de] (1918—2011) — німецький письменник, який писав книги про німецьку етнічну групу в Україні.
- Бароліс Ян Володимирович (1990—2015) — сержант Державної прикордонної служби України, учасник російсько-української війни.
- Кишенко Петро Володимирович (1996—2024) — бойовий медик 3-ї Окремої штурмової бригади, учасник російсько-української війни. Загинув поблизу села Сергіївка, Сватівського району, Луганської області [13]